# 多田由美
多田 由美（ただ ゆみ、1963年 - ）は、日本の漫画家。イラストレーターとしての仕事も行う。神戸芸術工科大学准教授。マンガアミューズメントメディア総合学院マンガ学科講師。大阪府出身。
1986年に、角川書店あすか漫画大賞を『ウォーレンの娘』（「月刊Asuka」1986年7月号初掲載）にて受賞してより、角川書店、新書館、祥伝社、早川書房などの雑誌で執筆。同人誌活動もしている。
短編を中心に作品を発表している。アメリカ合衆国を舞台としたものが多く、アメリカ映画の影響を受けた舞台設定と、極力無駄を省いたシナリオによる情景描写、高いデッサン力に基づく端正な画風が特徴。
デビューするまで、あまり少女漫画に馴染んでいなかったという多田の描く絵は、それまでの漫画絵に無かった表現様式であったこともあり、後進に与えた影響は一般的知名度に比べて遥かに大きい。

## 著書
- レッド・ベルベット 1〜3（完結） ISBN 978-4065152584
- iPad Pro+Procreate マンガ・イラストの描き方 ISBN 978-4768313800
- ディア・ダイアリー ISBN 978-4847039805
- LuckyCharms&AppleJacks ISBN 978-4091883513
- YUKIKAZE 1 戦闘妖精 ISBN 978-4152084828
- Sittin' in the balcony 長編+イラスト集 ISBN 978-4870315303
- 灰になるまで ISBN 978-4309728179
- コール・マイ・ネーム! ISBN 978-4309728148
- ベイビー・ブルー・アイズ ISBN 978-4309728124
- お陽様なんか出なくてもかまわない ISBN 978-4309728117
- 神様の名前 ISBN 978-4568730166
- 内気なジョニー ISBN 978-4796287548
- 天使のハンマー ISBN 978-4875199755
- ルビー・チューズデイ ISBN 978-4875199663
- 接吻/Nu-Nile ISBN 978-4875199618
- Ludlow garage ISBN 978-4403613081
- トゥルーブルーは決して色あせない ISBN 978-4396761226
- トイ・ドール ISBN 978-4396760656
- ライク・ア・ハリケーン ISBN 978-4048523332
- バルコニーに座って ISBN 978-4048522762
- 放蕩息子—多田由美 1987‐1994（イラスト集） ISBN 978-4403613432

## その他の仕事
- いつもとは違う日 App Storeオリジナル漫画
- 神林長平『戦闘妖精雪風』 - OVA版キャラクターデザイン・脚本・主題歌作詞、コミカライズ、新装版カバーイラスト
- シャーレイン・ハリス『トゥルーブラッド』サザン・ヴァンパイアシリーズ（ソフトバンク文庫） - カバーイラスト
- “まんが表現学科オフィシャルマガジン「TOBIO」”.   神戸芸術工科大学. 2013年5月15日閲覧。